# Ernest Goüin
Pour les autres membres de la famille, voir Famille Goüin.
Ernest-Alexandre Goüin, né le 22 juillet 1815 à Tours et mort le 24 mars 1885 à Paris, est un ingénieur polytechnicien, entrepreneur, industriel et philanthrope français.
Constructeur créatif, il réalise de nombreuses locomotives, ouvrages d'arts métalliques et infrastructures ferroviaires en France et à travers le monde. Il est également le fondateur de l'entreprise Ernest Goüin et Cie, première société de construction de matériel ferroviaire créée à Paris, qu'il fait évoluer sous le nom de Société de construction des Batignolles, origine du groupe Spie Batignolles, après avoir été dirigée par trois autres générations de Goüin.

## Biographie

### Famille notable et moderne
Le jeune Ernest Goüin est l'héritier d'une histoire familiale bourgeoise déjà fournie en personnages ayant marqué la Touraine. Une lignée de négociants et de banquiers, dont son grand-père paternel Henri Jacques Goüin-Moisant (1758-1823), banquier, maire de Tours en 1795 et député ultraroyaliste sous la Restauration, ainsi que son oncle maternel, le ministre Alexandre Goüin, sont des exemples proches. Son père, Édouard Goüin (1787-1864), est banquier, négociant et filateur à Nantes, vice-président de la Chambre de commerce, conseiller municipal de Nantes et conseiller général de la Loire-Inférieure, mais aussi passionné par l'évolution de l'Angleterre où il effectue de nombreux voyages et notamment l'utilisation qui y est faite de la machine à vapeur ; il épousera sa cousine germaine, Alexandrine-Stéphanie Goüin (fille d'Alexandre-Pierre-François Goüin de La Grandière).
Après des études secondaires au lycée de Nantes et à celui de Tours, Ernest Goüin suit de brillantes études d'ingénieur à l'École polytechnique (X1834), dont il sort major, classé premier à l'état-major de sa promotion. Il donne sa démission de l'armée pour aller travailler à Lyon. Il suit également les cours de l'École des ponts et chaussées en élève libre.

### Voyage «initiatique» en Angleterre
En 1838, avec l'aide de sa famille, il part en Angleterre, où après avoir appris la langue, il travaille dans plusieurs entreprises. Cette courte expérience lui permet d'y revenir, pour le compte de la Compagnie du chemin de fer de Paris à Orléans, en étant chargé du contrôle de l'exécution d'une commande de locomotives aux établissements Sharp, Roberts and Company à Manchester. Ernest Goüin, impressionné par l'avance prise par l'industrie de ce pays, notamment dans le domaine des chemins de fer, note toutes ses expériences, observations et commentaires sur des carnets. Sa volonté d'entreprendre est déjà présente, il patientera néanmoins encore quelques années en poursuivant, en France, son parcours de formation comme ingénieur puis directeur des ateliers de fabrication à la Compagnie du chemin de fer de Paris à Saint-Germain. Durant ces années, Ernest mit au point des machines atmosphériques pour la propulsion des trains et rapporta d'Angleterre les premiers appareils de télégraphie.

### Entrepreneur et grand industriel

#### Constructeur de locomotives
En 1846, grâce à l'appui de son oncle Alexandre Goüin, de son beau-père Édouard Rodrigues, des frères Pereire (cousins de son épouse) et de puissants commanditaires (le duc de Noailles, Rothschild, Hottinguer, etc.), il fonde sa propre entreprise, Ernest Goüin et Cie, première société de construction de matériel ferroviaire parisienne, dans la commune de Batignolles, au nord-ouest de Paris ; il fait construire ses ateliers sur un terrain de 14 000 m2 lui appartenant. Il se lance dans la fabrication de locomotives, de machines de filature et de navires. Cette première société emploie alors jusqu'à deux mille ouvriers. Dès 1847, il crée une société de secours mutuels à l'intention de son personnel.

#### Constructeur d'infrastructures métalliques et ferroviaires
Prévoyant rapidement que le secteur du matériel ferroviaire va connaître une diminution de la demande, il diversifie les activités de son entreprise vers les secteurs de la construction métallique et des infrastructures ferroviaires. Possédant un grand sens de l'anticipation et du génie inventif, il est entouré d'un bureau d'études de forte qualité, notamment dans les personnes d'Alexandre Lavalley ou d'Émile Nouguier.

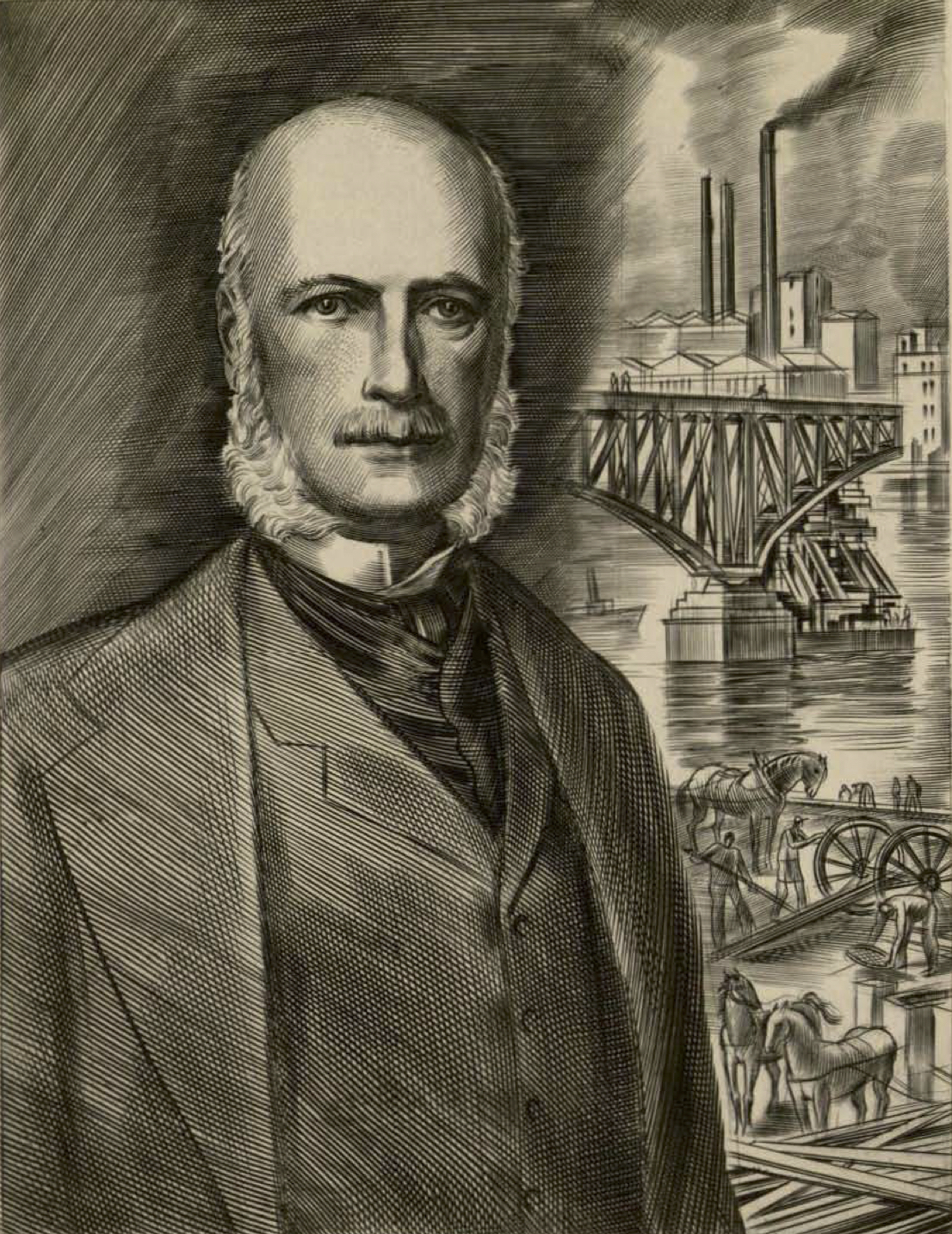
Ernest Goüin.

En 1849, il introduit en France la technique des ponts en tôle rivetée et en 1852, sa société construira le pont d'Asnières-sur-Seine, premier pont en fer de France, dont la portée atteint 160 m ; puis en 1856, le premier ouvrage en treillis de profilés et l'un des premiers usages des caissons à air comprimé avec le pont sur le Scorff à Lorient. Il se lance par la suite dans la construction de lignes de chemins de fer et la société emploie rapidement plus de 2 000 ouvriers.
En 1856, il acquiert le chantier naval Guibert sur l'île de la Prairie au Duc, à Nantes. Il y fonde des chantiers de construction de navires en bois et en fer, à voiles et à vapeur. Ses chantiers, où sont employés un millier d'ouvriers, construisent notamment des navires de guerre pour la marine impériale française (Classe Arrogante, etc.), ainsi que les gouvernements italien (Castelfidardo (it)), russe ou bien égyptien. Les chantiers perdureront jusqu'en 1875. Ils sont repris par Jollet et Babin (Ateliers et chantiers de la Loire)
La SCB va rapidement s'internationaliser et, entre 1857 et 1862, Ernest Goüin construit six des dix grands ponts que réalise sa compagnie en Russie sur la ligne Saint-Pétersbourg à Varsovie. Puis en 1862, il réalise des lignes de chemin de fer en Espagne.

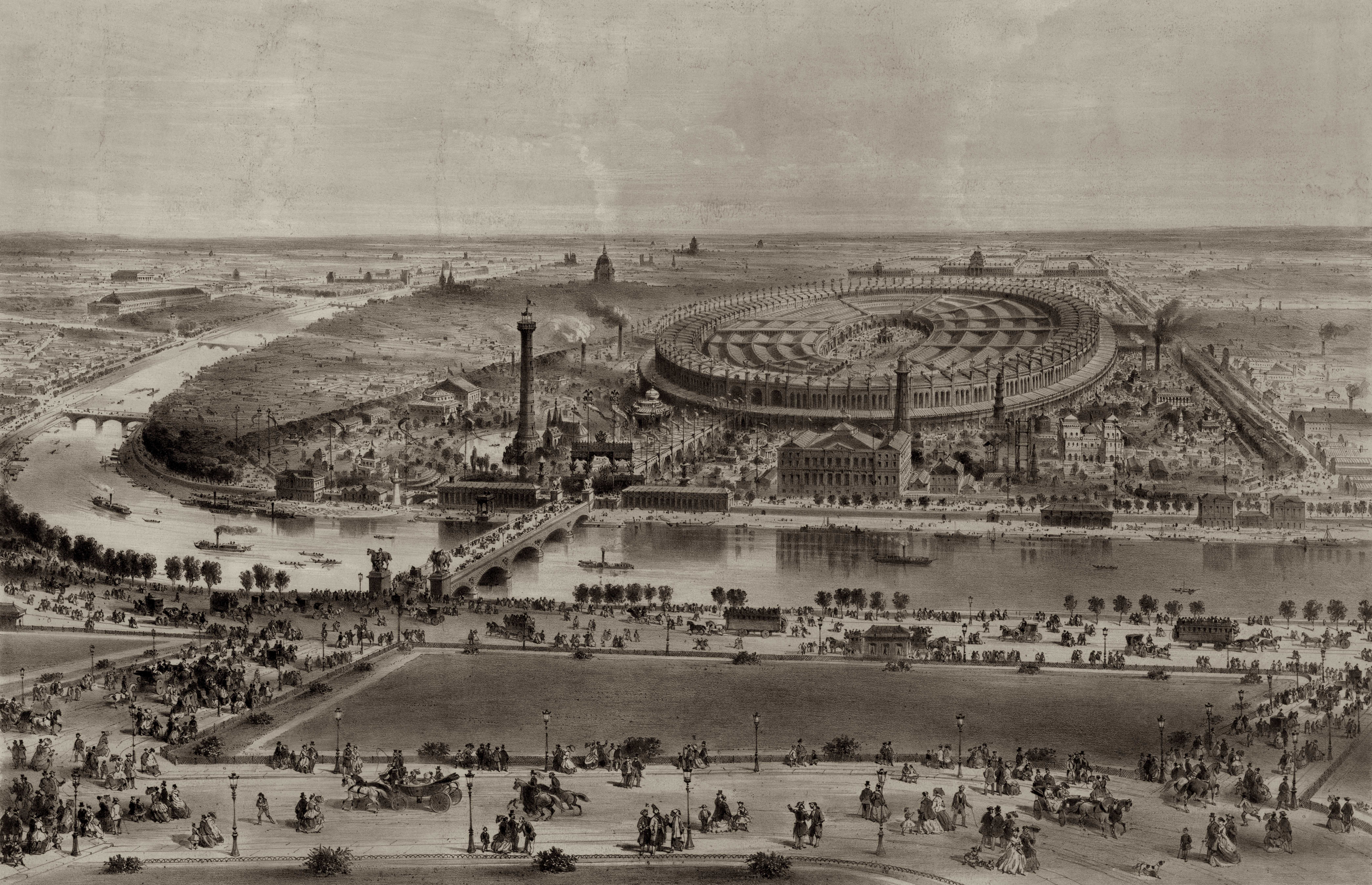
Palais de l'Exposition universelle de 1867 à Paris, dont il obtient la construction par sa société de la principale partie.

Il obtient la construction par sa société de la principale partie du Palais de l'Exposition universelle de 1867 à Paris. Il est également membre de la commission impériale et du jury international de l'Exposition.
En 1871, il fait évoluer la société Ernest Goüin et Cie en société anonyme sous le nom de Société de construction des Batignolles.
L'année suivante, il est élu président de la Chambre de commerce de Paris (1872-1877), puis, en 1876, est nommé régent de la Banque de France (1876-1885) et membre de la commission de surveillance de la Caisse des dépôts et consignations.
Il obtient la construction du pont monumental de 570 m de portée sur le Danube, entre les deux parties de la capitale hongroise, Buda et Pest. Le Margit híd est achevé en 1875 et Ernest Goüin, qui en également le concepteur avec Émile Nouguier, reçoit des mains de l'empereur la plaque de commandeur de l'ordre de François-Joseph.
Il participe aux études et à la conduite de nombreuses lignes de chemin de fer dont la réalisation est confiée à la société qu’il dirige : celles traversant les Pyrénées près de Saint-Sébastien, les Apennins près de Naples, les Carpates en Roumanie, les Alpes du Tyrol, le réseau de Bône-Guelma en Algérie, la ligne de Dakar à Saint-Louis au Sénégal et de multiples lignes d’intérêt local en France et en Belgique.
L'entreprise d'Ernest Goüin repose sur les trois piliers que sont l'innovation permanente, la diversification des activités et l'ouverture à l'international. Elle maintiendra ces principes après la mort d'Ernest.
La Société des Batignolles étant fortement portée sur le développement des infrastructures dans les colonies, Ernest Goüin est également le fondateur, entre autres, de la Compagnie des chemins de fer Bône-Guelma (avec le concours de la Banque de Paris et des Pays-Bas, dont son cousin, Eugène Goüin, était alors administrateur), de la Compagnie du chemin de fer de Dakar à Saint-Louis, de la Compagnie des chemins de fer de la Medjerda, etc.
Il fonde également la Compagnie des chemins de fer régionaux des Bouches-du-Rhône.
Il siège au conseil d'escompte du Comptoir national d'escompte de Paris.
Il obtint des récompenses à toutes les expositions internationales, dont il est à plusieurs reprises membre du Jury.

### Un industriel impliqué

Portrait d'Ernest Goüin, peint par Jalabert.

Ernest Goüin est également président du Conseil des prud'hommes de Paris, du Tribunal de commerce de la Seine, du Conseil des métaux, de l'Union des constructeurs mécaniciens (à partir de 1847 - sous sa présidence est fondée en 1848 la Chambre syndicale des constructeurs mécaniciens de Paris et du département de la Seine), de la Chambre syndicale des mécaniciens et du conseil d'administration de l'École supérieure du commerce, vice-président de l'Œuvre de Saint-Nicolas (fondée par l'abbé Martin de Bervanger et le comte Victor de Noailles), ainsi que membre du Conseil supérieur du commerce, de l'agriculture et de l'industrie, du Conseil supérieur de l'enseignement technique, du comité de la Société des ingénieurs civils de France (1851-1861), du Cercle des chemins de fer, de l'Association française pour l'avancement des sciences, de l'Association pour l'encouragement des études grecques en France, de la Commission supérieure de l'orphelinat du prince impérial, de la Société de protection des apprentis et des enfants employés dans les manufactures, de la Société Franklin.
Dès 1847, il crée une société de secours mutuels à l'intention de son personnel. Est également mis en place au profit des ouvriers des livrets à la Caisse de retraite pour la vieillesse.
Par ailleurs, à partir de 1855, il est de manière continuelle conseiller municipal de Batignolles-Monceau, puis conseiller municipal du 17e arrondissement de Paris (après l'annexion de la commune des Batignolles à Paris en 1859) et, à partir de 1871, du 16e arrondissement de Paris, ainsi que membre de la commission des finances de la ville de Paris et conseiller général de la Seine (Épinettes) de 1860 à 1874. Il siège au sein de ses administrations à la droite conservatrice.
En 1878, il fait un don de 500 000 francs à l'Assistance publique pour la fondation Ernest-Goüin, à charge d'édifier et d'entretenir sur les terrains de l'hospice Brézin (Hospice de la Reconnaissance), à Garches (Seine-et-Oise), un pavillon de 30 lits destiné à recevoir d'anciens ouvriers âgés et incapables de subvenir à leurs besoins. Une somme de 120 000 francs est ainsi employée à la construction de ce pavillon, comprenant des dortoirs, une salle à manger, un salon, une bibliothèque et des petits ateliers. Le reste est affecté à son entretien, l'Assistance publique mettant à la disposition de cette annexe les services généraux de l'hospice. Une disposition spéciale réserve à perpétuité un certain nombre de lits aux ouvriers des Batignolles, dont droit de présentation lui revient à lui puis à l'aîné de sa descendance. Suivant l'exemple de Goüin, Lemaire, fils d'un administrateur des Batignolles, finance un second pavillon, permettant ainsi de doubler le nombre des lits déjà mis par le Pavillon Goüin à la disposition des invalides du travail,,,.

### Vie familiale
Il épouse, en 1845, Anne-Mathilde Rodrigues-Henriques (1824-1884), fille du financier Edouard Rodrigues et de Sophie Lopes Henriques de Saa. Elle était la belle-sœur du baron Gustave d'Eichthal, la tante de Jean Roland-Gosselin, et une cousine de l'épouse d'Émile Pereire, également née Rodrigues-Henriques.
Ils furent les parents de :

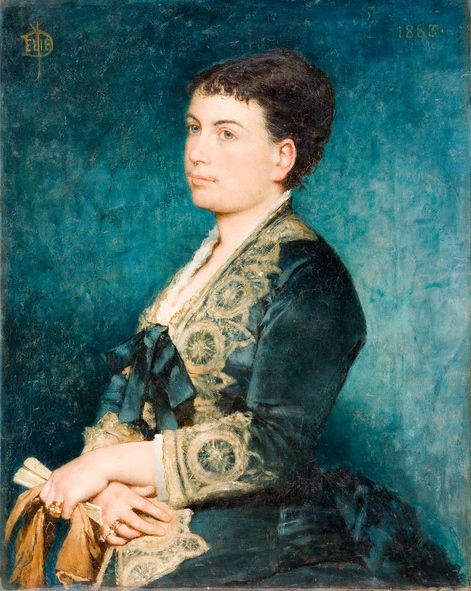
Mme Georges Guiard, née Fanny Goüin, sa fille, peinte par Jules-Élie Delaunay (Musée des beaux-arts de Nantes).

- Jules (1846-1908), qui prendra sa suite, marié à Marie-Thérèse Singer (petite-fille de David Singer et de Luigi Lablache) ;
- Lucie (1846-1908), épouse de Wilbrod Chabrol, architecte du Gouvernement ;
- Fanny (1852-), philanthrope et mécène, vice-présidente du comité de l'« Œuvre du Vêtement du Prisonnier de guerre » (Croix rouge française), membre du conseil d'administration de la société d'aide mutuelle de dames Adelphie, épouse du polytechnicien Georges Guiard, ingénieur en chef des ponts et chaussées et officier d'artillerie (frère d'Émile Guiard et neveu d'Émile Augier).

### Décès
Ernest Goüin meurt à son domicile parisien de la rue Cambacérès, le 24 mars 1885. Ses obsèques sont célébrées « au milieu d'une foule considérable. Les cordons du poêle étaient tenus par MM. Denière, régent de la Banque de France, Dietz-Monnin, président de la Chambre de commerce de Paris, par le président de la Société Saint-Nicolas et par un administrateur Société de construction des Batignolles ». Il est inhumé au cimetière de Montmartre, 14e division ; Ernest Fouquet, administrateur de la Société des Batignolles, et l'académicien Émile Augier, y prononcèrent un discours. À la levée du corps, les honneurs militaires lui ont été rendus par un bataillon du 28e régiment d'infanterie de ligne.
Sa fortune au moment de son décès est estimée à plus de dix millions de francs.

## Travaux

### Quelques réalisations et ouvrages d'art
On lui doit la construction de très nombreux ouvrages d'art (ponts de chemin de fer, ponts routiers), dont notamment :
- Pont d'Asnières-sur-Seine (1852) - premier grand pont métallique français
- Pont de la rue du Rocher (1868) à Paris 8e [13]
- Ancien pont ferroviaire de Lorient-Lanester, sur le Scorff
- Premier viaduc de Culoz
- Pont ferroviaire de Mâcon vers Genève
- Ancien pont ferroviaire de Langon [14]
- Ancien pont de Moissac
- Margit híd sur le Danube, à Budapest, reconstruit à l'identique après 1945[15]
- Canal de Pierrelatte
- Nombreux ponts et infrastructures ferroviaires en Algérie, Australie, Espagne, Pays-Bas, Hongrie, Italie, Roumanie, Russie.

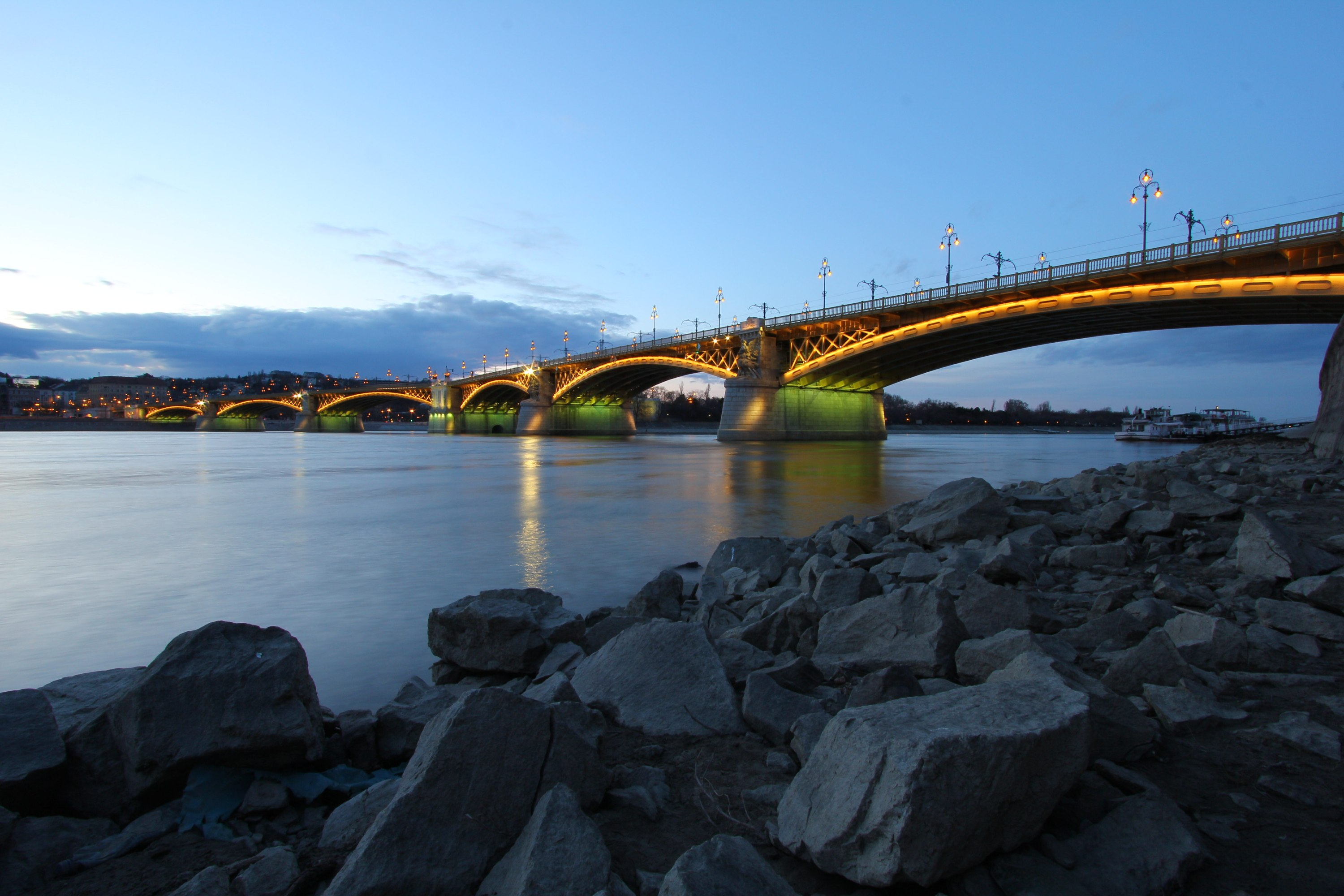
Le pont Marguerite, à Budapest.
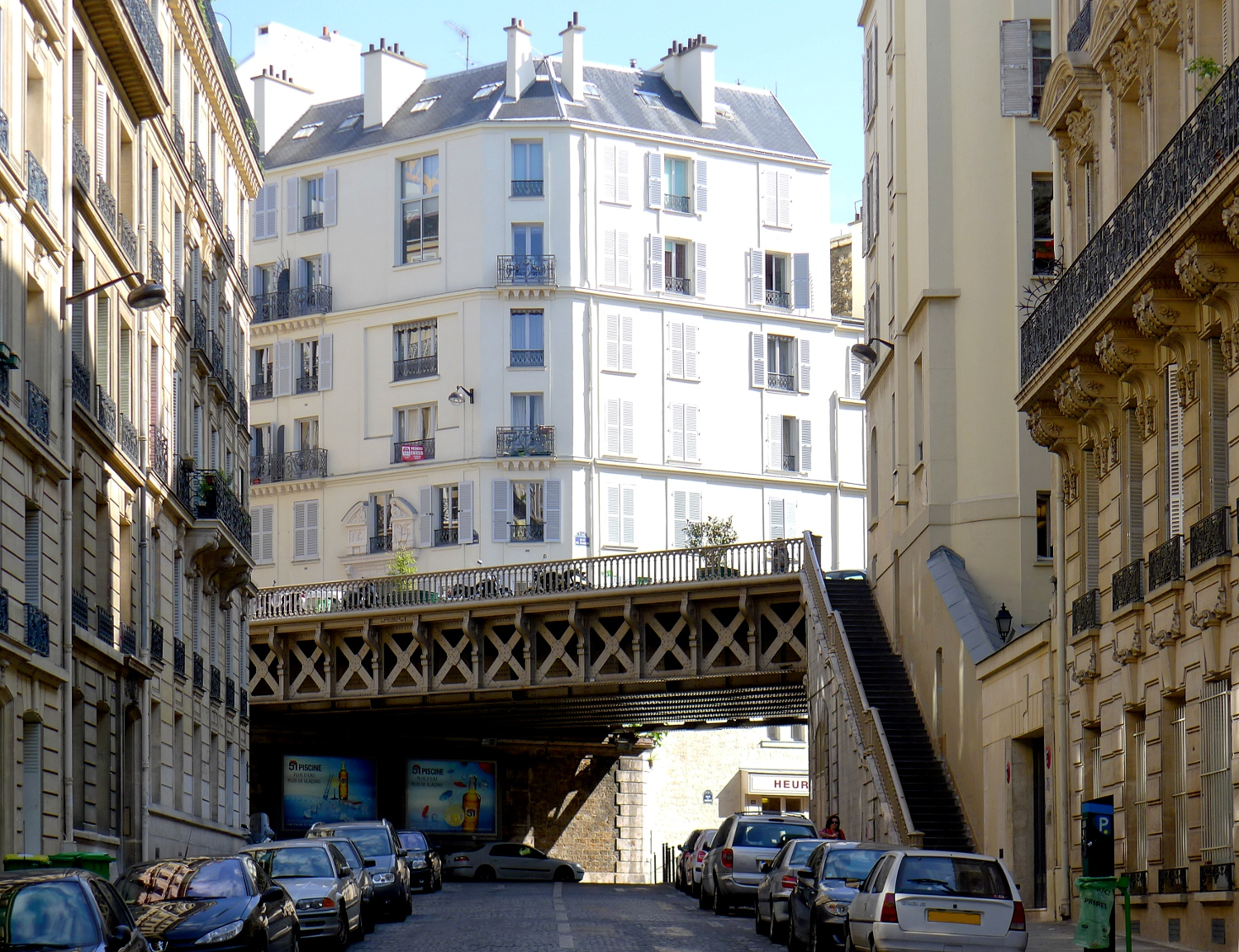
Pont parisien (1868) de l'ingénieur Goüin, rue du Rocher.
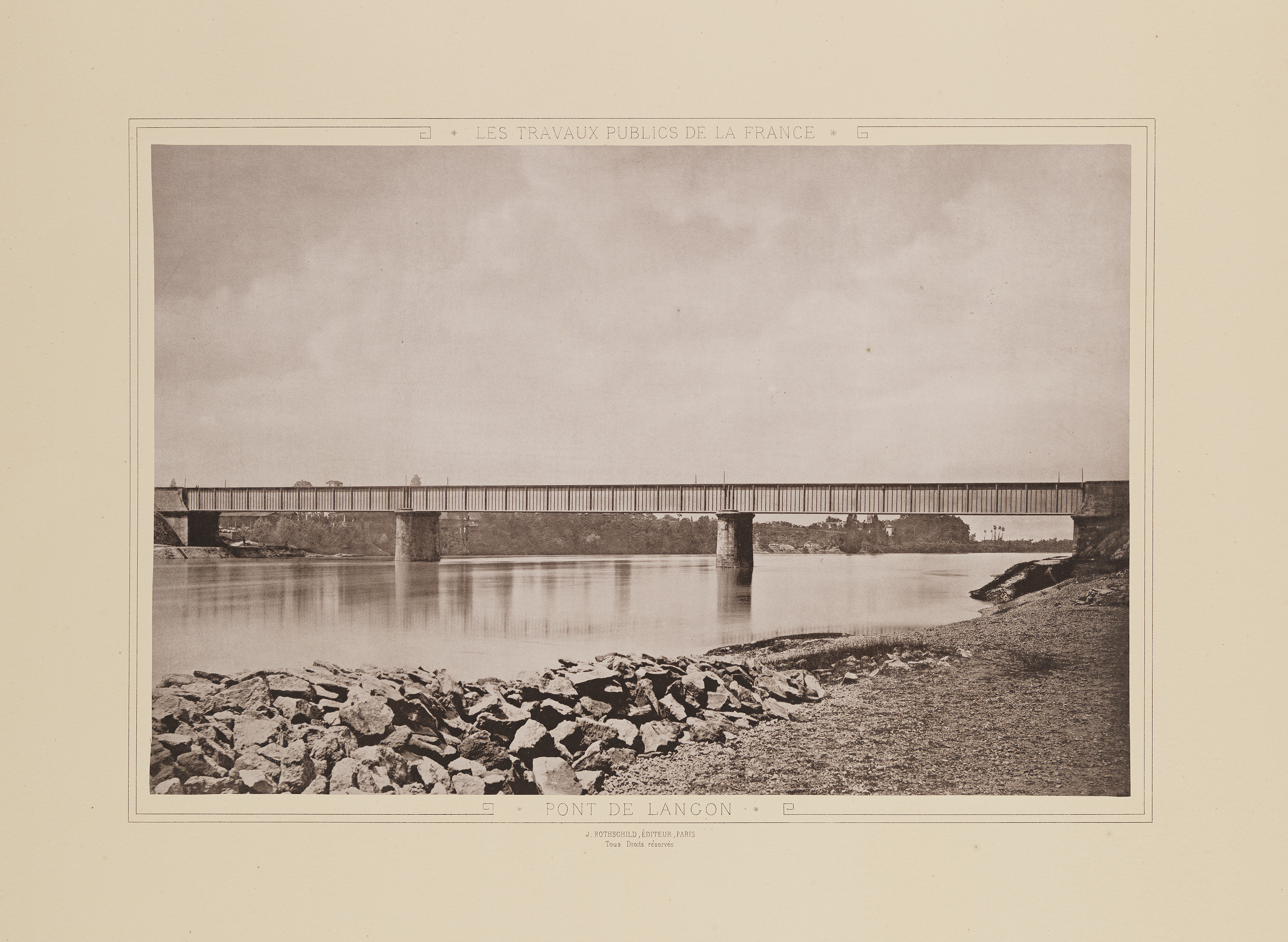
Pont de Langon en 1883 - Gironde (France).
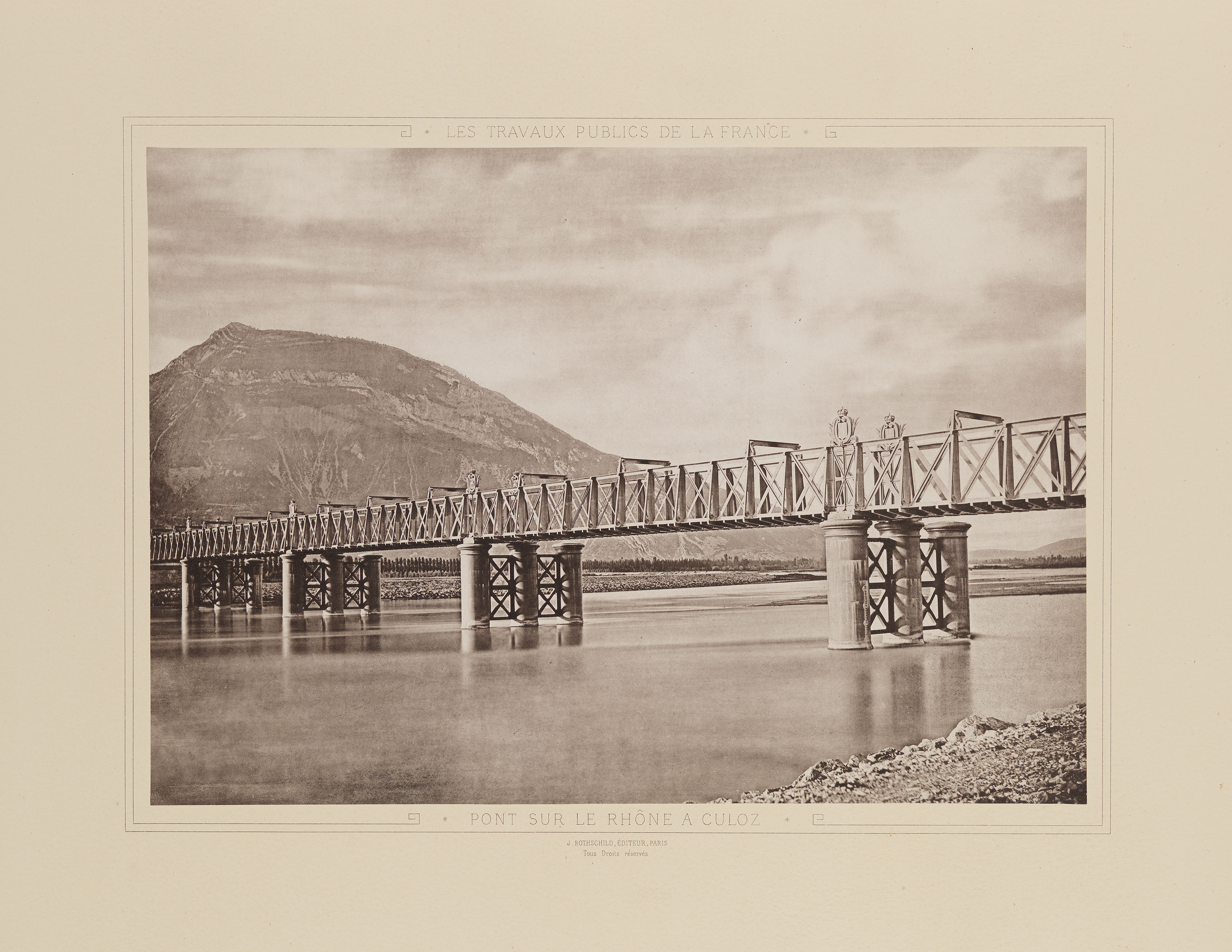
Viaduc de Culoz.
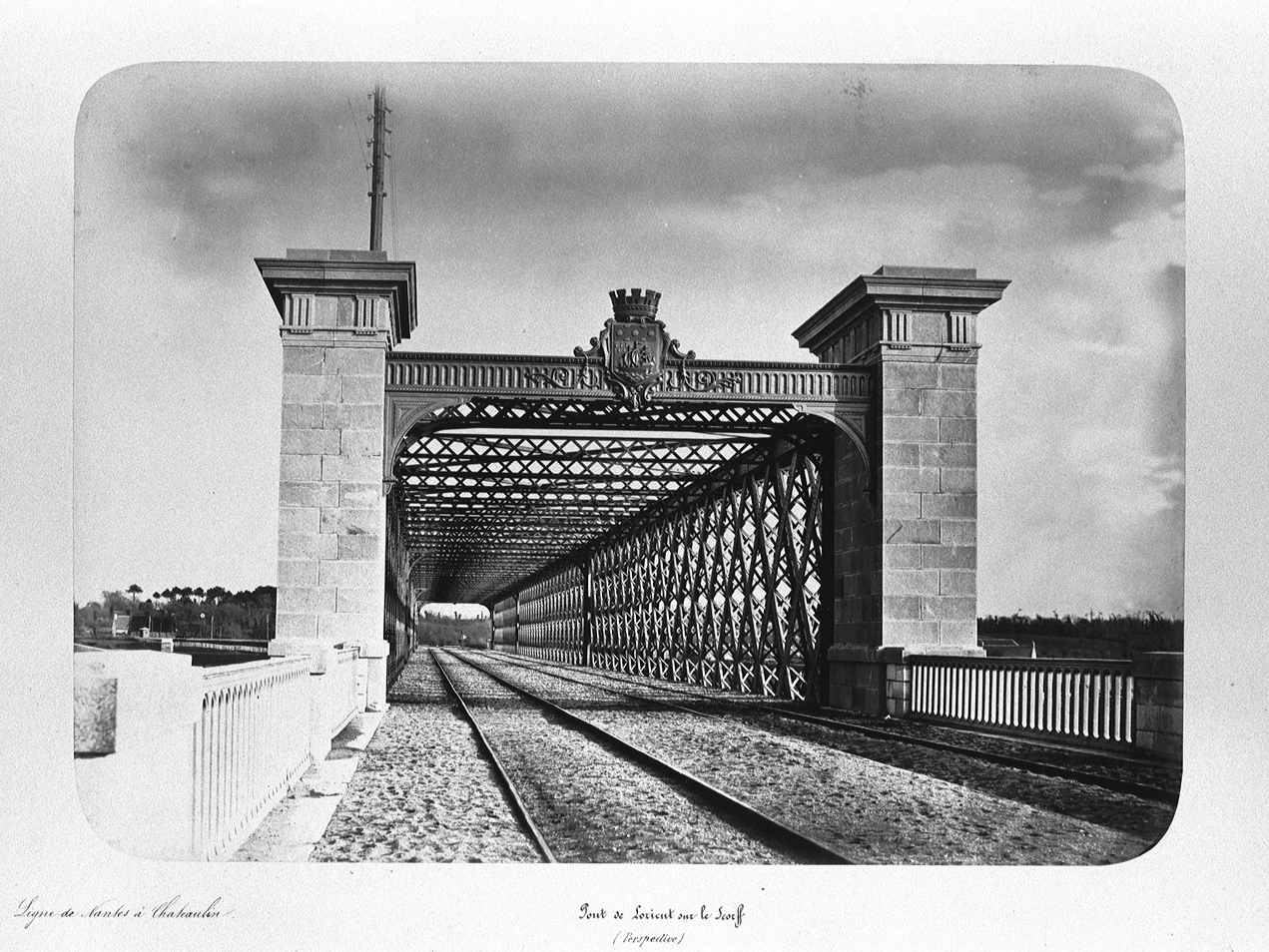
Pont de Lorient sur le Scorff.

### Publications
- Recherches expérimentales sur les machines locomotives., avec Louis Le Chatelier (1845)
- Note sur l'industrie des constructions navales en France. (1872)
- Chemin de fer du département de la Vendée. Lettre du concessionnaire au ministre des Travaux Publics. (1876)
- Traversée des Pyrénées. Chemin de fer de Madrid à Irun Devis servant de base au marché. (1964)

## Distinctions
- Commandeur de la Légion d'honneur (décret du 27 avril 1874)
- Commandeur avec plaque de l'ordre de François-Joseph (Autriche-Hongrie)
- Ordre de Sainte-Anne (Empire russe)
- Ordre des Saints-Maurice-et-Lazare

## Hommages
- Ernest Goüin est l'un des soixante-douze noms de savants inscrits sur la tour Eiffel.
- Rue Ernest-Goüin[16], quartier des Epinettes, 17e arrondissement de Paris.
- Square Ernest-Goüin[17], quartier des Epinettes, 17e arrondissement de Paris.
- Rue Ernest-Goüin, à Croissy-sur-Seine[18].

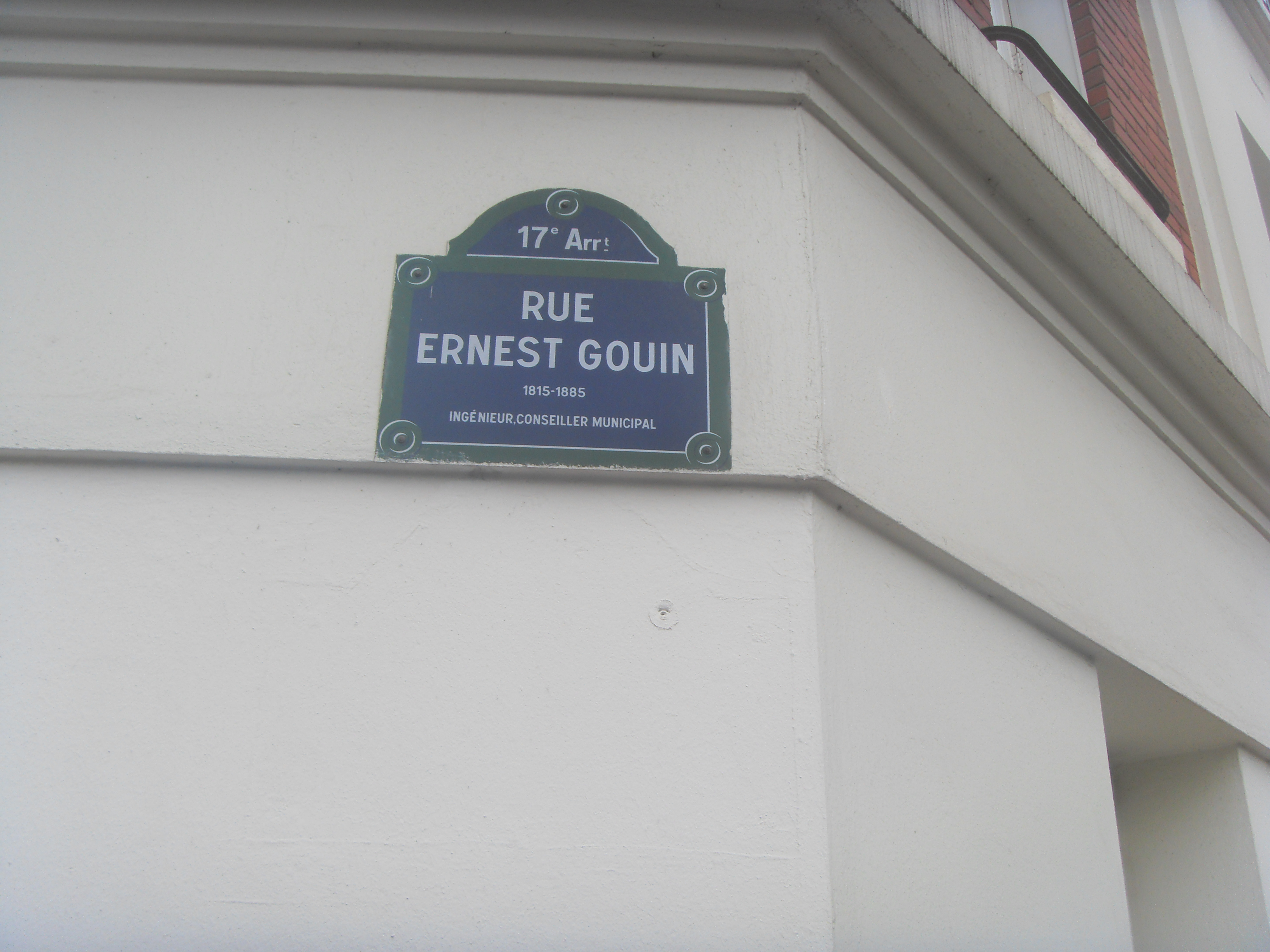
Plaque, rue Ernest-Goüin (Paris).
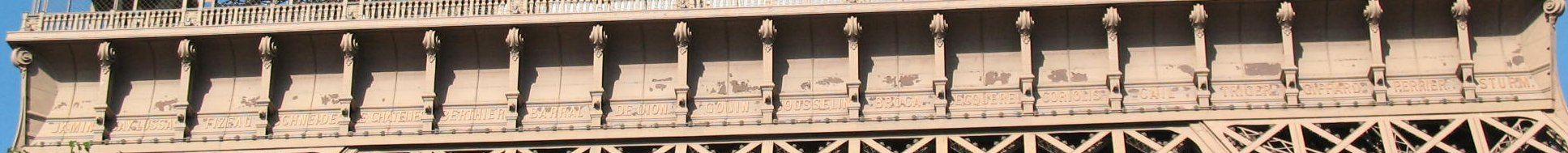
Savants inscrits sur la tour Eiffel (Paris).
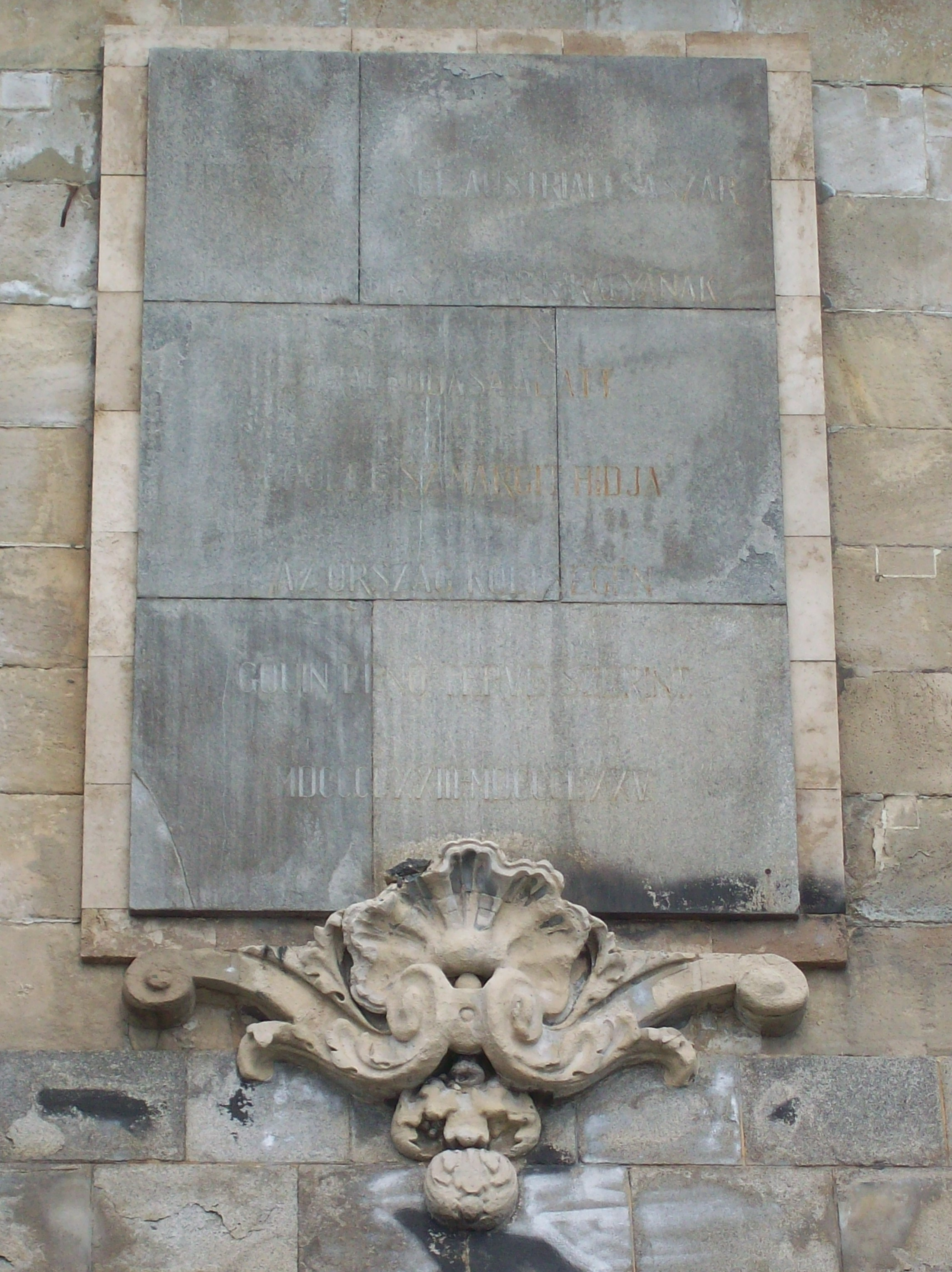
Plaque, pont Marguerite (Budapest).
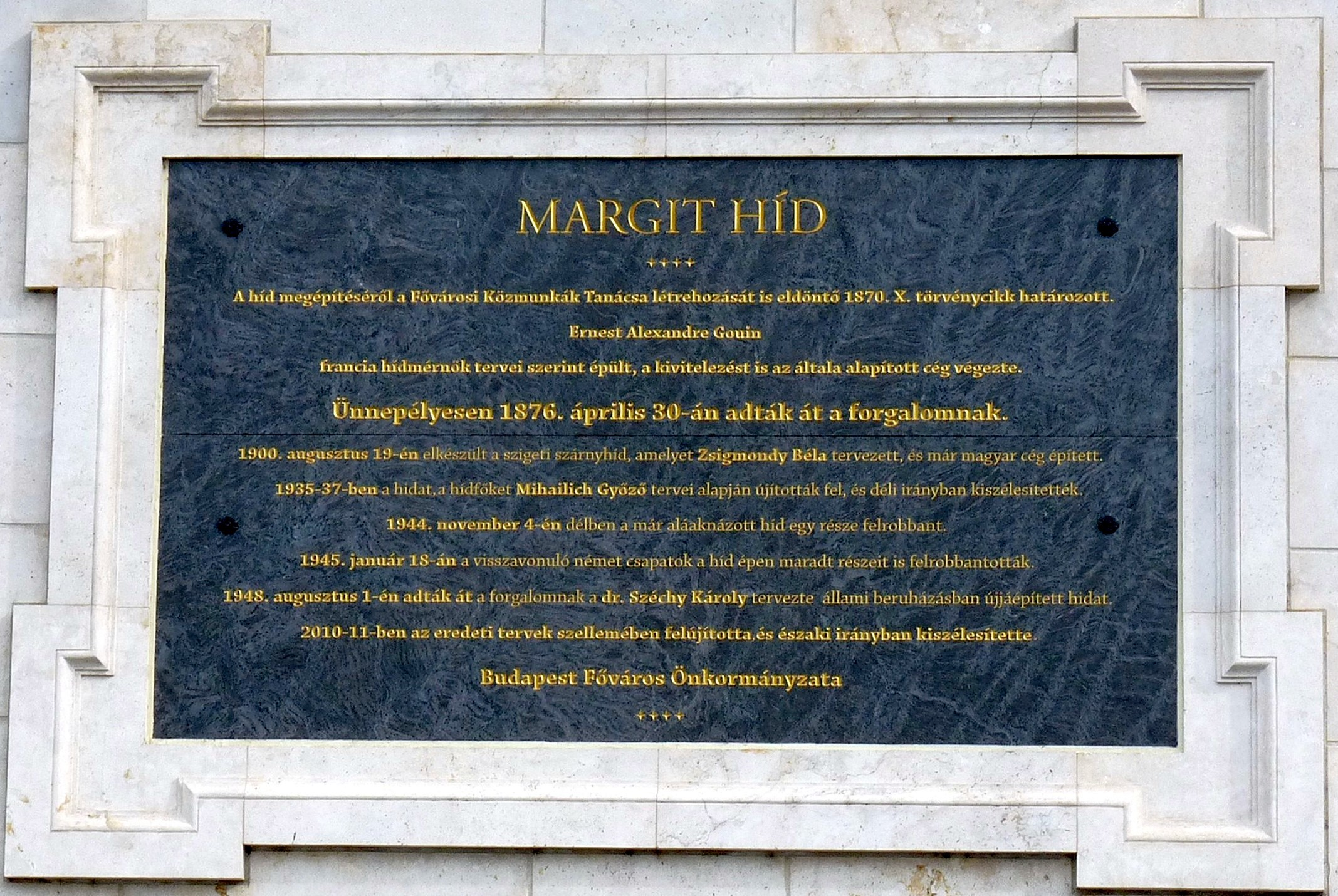
Plaque, pont Marguerite (Budapest).